# Иван Добчев
Иван Христов Добчев е български режисьор.

## Биография
Роден е в град Харманли на 4 май 1947 г. Завършва ВИТИЗ „Кръстьо Сарафов“ със специалност режисура в класа на професор Енчо Халачев. Първата му постановка е в Драматичния театър в Димитровград – „Разпаленият въглен“ на Лозан Стрелков.
В различни периоди работи в Драматичния театър в Пловдив, Държавен сатиричен театър и Народен театър „Иван Вазов“.
Заедно с Маргарита Младенова води клас по актьорско майсторство за драматичен театър по експериментална програма на обучение във ВИТИЗ „Кръстьо Сарафов“. През 1988 г. отново с Младенова основава Театрална работилница „Сфумато“, където работи и до днес. През 2000 г. става професор.

## Критики и скандали
През 2021 г. актрисата Мария Бакалова, завършила в класа на Добчев през 2019 г., получава номинации за „Оскар“, „Златен Глобус“ и БАФТА за ролята си на Татар Сагдиев в комедията „Борат 2“. Във връзка с това Добчев заявява, че „не е подготвял Бакалова за ролята“, но тя „знае как да се слага – на мъже или на публика, защото иска да бъде желана“ и че „перверзиите ѝ отиват“. Той нарича „Оскарите“ и „Аскеерите“ „ниско ниво“ и „чалгаджийски“. Също така Добчев сравнява „Борат“ 2 с ТВ формат „Комиците“, макар че признава, че не е гледал изцяло филма на Саша Барън Коен.
Изказванията на Добчев са посрещнати с вълна от възмушение, а някои анализатори призовават Добчев да върне спечелените „Аскеери“. Впоследствие Добчев заявява, че се гордее с постижението на Бакалова.

## Филмография
- „За госпожицата и нейната мъжка компания“ (1983)